# He's Coming To Me
He's Coming To Me (titolo originale เขามาเชงเม้งข้างๆหลุมผมครับ; letteralmente "Lui viene a me") è una miniserie thailandese, a tematica omosessuale, composta da 8 episodi andati in onda dal 7 marzo al 25 aprile 2019.

## Trama
Mase è un fantasma privo di memoria che si aggira da anni all'interno di un cimitero in attesa che qualcuno faccia visita alla sua tomba fin quanto Thun, un bambino, impietosito dallo stato di totale abbandono del monumento decide di lasciare qualche caramella in offerta. Gli anni si susseguono e Thun continua a portare delle offerte alla tomba ma, stranamente, sembra cogliere di volta in volta le richieste a voce fatte da Mase fin quando, il giorno della morte di suo padre, Thun chiede aiuto a Mase esplicitando la sua abilità di vederlo. Dopo le rassicurazioni del caso i due si separano con la promessa di rivedersi al più presto ma passano molti anni prima che Thun riappaia (ormai molto cresciuto) a Mase.
Dopo essersi ritrovati Thun spiega a Mase che la sua convinzione di non essersi ancora reincarnato perché la sua vita avrebbe dovuto ancora continuare è sbagliata e che, in realtà, osservando la sua aura si capisce che il vero motivo è che non sa qual è la motivazione della sua morte. Con la proposta di scoprirla Thun, tramite delle offerte di incenso alla sua memoria, riesce a far trasferire Mase dal cimitero all'appartamento in cui vive. Con il tempo Mase riuscirà a maneggiare gli oggetti mentre Thun cercherà di indagare sul passato di quest'ultimo mentre svolge le sue attività scolastiche e sportive il tutto mentre i loro reciproci sentimenti si faranno sempre più forti.

## Personaggi

### Principali
- Mase Wongsakorn Thanarunsiri, interpretato da Prachaya Ruangroj
Fantasma in un cimitero. È abbastanza timido e tranquillo e affascinato dai vari cambiamenti che ha avuto il mondo dopo la sua morte. Si scoprirà che durante la sua vita studiava nella stessa scuola frequentata da Thun e che veniva da una famiglia molto ricca.
- Thun Thunyakorn (adulto), interpretato da Pawat Chittsawangdee
Ragazzo amante del basket e studente di legge che è in grado di vedere i fantasmi fin dalla più tenera età (abilità ereditata dalla madre). Utilizzando questo dono aiuterà Mase a trovare la vera causa della sua morte. È sempre allegro e vivace.

### Secondari
- Prince, interpretato da Wachirawit Ruangwiwat
Amico di Thun e segretamente innamorato di Praifah.
- KhiaoKhiem, interpretato da Harit Cheewagaroon
Amico di Thun abbastanza sguaiato ma altruista.
- Praifah, interpretata da Sarocha Burin
Amica di Thun segretamente innamorata di lui.
- Jeng, interpretato da Chanagun Arpornsutinan
Ragazzo fantasma che tiene sempre uno stuzzicadenti in bocca.
- Ngoon, interpretata da Suttatip Wutchaipradit
Ragazza fantasma con marsupio e ventaglio.
- JJ, interpretato da Chayapol Jutamat
- Kwan, interpretata da Intira Jaroenpura
- Eak, interpretato da Chayakorn Jutamat
- Chin, interpretato da Sivakorn Lertchoochot
- Thun Thunyakorn (da bambino), interpretato da Nattapat Nimjirawat